# Детуш, Филипп
Фили́пп Нерико́, сценический псевдоним Дету́ш (1680—1754) — французский драматург.

## Биография
Филипп Нерико (по сцене — Детуш) родился 9 апреля 1680 года в Туре. 
Уйдя в молодости от родителей-буржуа, он вел бурную жизнь: был, по одним сведениям, странствующим актёром, по другим — военным. С 1699 года занимал место секретаря французского посланника Филиппа-Флорана де Пюизьё в Швейцарии, с 1717 — ту же должность при аббате Дюбуа в Англии; пробыл в Лондоне 6 лет. Влияние английского театра, моралистических комедий Колли Сиббера и Ричарда Стила, сказалось на его позднейших комедиях, юмор которых часто основан на эксцентричности.
В Лондоне Детуш женился на молодой англичанке из низшего слоя общества и долго скрывал свой неравный брак; на этом автобиографическом эпизоде основана одна из его лучших комедий, «Женатый философ».
В 1723 году был избран членом французской Академии.
«Тщеславный» (1732), шедевр Детуша, принадлежит, вместе с «Злодеем» Грессе и «Метроманией» Пирона к разряду комедии характеров послемольеровского периода, занимающейся не столько изображением цельных типов, сколько осмеянием тех недостатков, которые подмечаются в светских людях. Сюжетом комедии Детуша служит тщеславие и чванство молодого графа, удачно оттенённые самомнением и фамильярностью разбогатевшего мещанина. Если сам герой нередко впадает в шарж, зато характерна фигура его богатого тестя, называющего себя Seigneur suzerain… d’un million d’écus («Господин сюзерен… за миллион экю»). 
Другие комедии Детуша страдают натяжками фабулы, но полны юмора и движения. В целом Детушу свойственны недостатки современного ему театра: условности изображаемых чувств, шаблонность фигур прозорливых лакеев и устраивающих судьбу своих госпож служанок, благополучные развязки, в жертву которым приносится цельность и выдержанность характеров.
В последние годы жизни Детуш оставил театр, занятый полемикой с энциклопедистами, против которых он писал эпиграммы в Mercure Galant.

## Сочинения
- 17 декабря 1710 — «Дерзкий любопытный», Комеди Франсез, Париж
- 28 января 1712 — «Неблагодарный»
- 5 января 1713 — «Нерешительный», Комеди Франсез
- 1715 — «Клеветник»
- 20 июля 1715 — La fausse Veuve, ou le Jaloux sans Jalousie, одноактная комедия в прозе
- 7 июля 1716 — «Тройная женитьба», одноактная комедия в прозе; Французский театр, Париж
- 29 октября 1717 — L’Obstacle imprévu, ou l’Obstacle sans Obstacle, в 5 актах, в прозе
- 15 февраля 1727 — «Женатый философ» / Le Philosophe marié ou le Mari honteux de l’être; Comédiens français ordinaires du Roi, Париж
- 1727 — La fausse Agnès
- 1730 — «Влюблённые философы», комедия в стихах
- 1732 — «Тщеславный» («Гордец»), комедия в стихах; Комеди Франсез
- 5 июня 1734 — «Ученица», одноактная комедия в прозе, Комеди Франсез
- 1736 — «Расточитель»
- Le Curieux impertinent, комедия а 5 актах
- 14 июня 1737 — L’Ambitieux et l’indiscrète, трагикомедия в стихах в 5 актах; Комеди Франсез
- 1740 — Les Dehors trompeurs ou l’Homme du jour, комедия в стихах в 5 актах
- октябрь 1741 — La Belle orgueilleuse, ou l’Enfant gâté, одноактная комедия в стихах; Комеди Франсез
- 20 декабря 1741 — L’Amour use, ou le Vindicatif généreux, комедия в прозе в 5 актах; Комеди Франсез
- 30 января 1742 — Les Amours de Ragonde, comédie en musique, en 3 actes, Париж, Académie royale de musique
- 11 февраля 1750 — La Force du naturel, комедия; Comédiens ordinaires du Roi
- 1751 — Le Jeune homme a l’épreuve, комедия в прозе в 5 актах
- 23 марта 1753 — «Мот, или Добродетельная обманщица», комедия в стихах в 5 актах; Комеди Франсез
- 12 марта 1759 — «Притворная Агнесса, или Сельский стихотворец», комедия в прозе в 3 актах; Комеди Франсез
- 16 октября 1762 — «Привидение с барабаном, или Пророчествующий женатый», английская комедия (Джозефа Аддисона) приспособленная к французской сцене, в прозе в 5 актах; Комеди Франсез
- 5 ноября 1764 — L’Homme singulier, комедия в стихах в 5 актах; Комеди Франсез